# أونا كينغ
أونا كينغ (بالإنجليزية: Oona King, Baroness King of Bow) (و. 1967  م) هي سياسية، ومؤلفة، وكاتِبة بريطانية، ولدت في شفيلد، هي عضوةٌ حزب العمال.

## مناصب
تولت منصب عضو برلمان المملكة المتحدة الـ53 (7 يونيو 2001–11 أبريل 2005)
- عضو البرلمان الثاني والخمسون للمملكة المتحدة (1 مايو 1997–14 مايو 2001)[7]
- عضو مجلس اللوردات.

## التعليم
تعلمت في جامعة يورك، وجامعة كاليفورنيا، بركلي.

## وصلات خارجية
- أونا كينغ على موقع IMDb (الإنجليزية)
- أونا كينغ على موقع قاعدة بيانات الفيلم (الإنجليزية)
- أونا كينغ في قاعدة بيانات الأفلام على الإنترنت